# Matthew McGrory
Pour les articles homonymes, voir McGrory et Bigfoot (homonymie).
Matthew McGrory est un acteur américain né le 17 mai 1973 à West Chester, Pennsylvanie, et mort le 9 août 2005 à Los Angeles, Californie.

## Biographie
Atteint de gigantisme, cet acteur de grande taille mesure 2,29 mètres. Il est entré dans le Guiness Book des records à cause de ses pieds : il chausse du 62 (il est atteint d'acromégalie).
Il meurt à l'âge de 32 ans, après avoir joué dans plusieurs films, dont le rôle de Karl, le gentil géant, dans Big Fish de Tim Burton. Le dernier film qu'il devait tourner et dont il devait tenir le rôle principal est sorti en 2007, soit deux ans après sa mort. Il s'agit de Andre: Heart of the Giant, l'histoire du catcheur André The Giant (qui était lui aussi atteint d'acromégalie), réalisé par Joshua D. Vick et Rokki James Hollywood.
Il apparaît également dans le clip de Coma White, de Marilyn Manson.

## Filmographie
- 2000 : Les Morts haïssent les vivants (Gaunt)
- 2001 : Malcolm (série télévisée) (saison 2, épisode 23)
- 2001 : Bubble Boy de Blair Hayes
- 2001 : Le clip de Coma White de Marilyn Manson
- 2002 : Men in Black II : le grand extraterrestre
- 2003 : La Maison des 1000 morts (Tiny Firefly)
- 2003 : Big Fish : Karl le géant
- 2003 : La Caravane de l'étrange (série télévisée)(saison 1, épisode 1 : Milfay) : Giant
- 2004 : Big Time : Richard Blunderbore
- 2004 : Planet of the Pitts : Toto
- 2004 : Charmed (série télévisée) (saison 6, épisode 8 : Sword and the city ; épisode 18 : Spin city) : Ogre
- 2005 : La Caravane de l'étrange (série télévisée) (saison 2, épisode 2 : Alamogordo, N.M) : Giant
- 2005 : Constantine de Francis Lawrence: démon
- 2005 : The Devil's Rejects : Tiny
- 2005 : ShadowBox : Hort Willows